# Roc de la Cabanada
El Roc de la Cabanada és una muntanya de 1.707 metres que es troba al municipi de Montferrer i Castellbò, a la comarca de l'Alt Urgell.